# Герард Маеля
Ґерард Маєлла (італ. Gerardo Maiella; 6 квітня 1726, Муро-Лукано, Італія — 16 жовтня 1755, Матердоміні, Італія) — редемторист, католицький святий, чудотворець, покровитель матерів і дітей. Беатифікований 29 січня 1893 року Папою Левом XII. Канонізований 11 грудня 1904 року Папою Пієм X.

## Життєпис
Ґерард Маєла народився 6 квітня 1726 році в небагатій, але дуже побожній сім'ї кравця Доменіка Маєла та Бенедикти, з дому Галелла, в невеликому місті Муро на півдні Італії. Дякуючи їм, Ґерард полюбив молитву і навчився самопожертві.
В 1738 році, коли йому виповнилося 12 років, помирає батько, і будучи єдиним сином в сім'ї, почав працювати учнем у кравецькій майстерні Мартіна Панутто на вулиці Віа семінарії 11.
5 червня 1740 року прийняв таїнство Конфірмації, яке йому уділив монсеньйор Клаудіо Альбіні, місцевий єпископ.
У 1742 році, в шістнадцять років, Ґерард вирішив стати ченцем і вступити до Чину капуцинів у провінції Луцанія, настоятелем монастиря якого був його дядько, брат матері о. Бонавентура Галелла. Через слабке здоров'я і неможливість дотримуватись суворих правил статуту святого Франциска йому було відмовлено.
В 1743 році вступає на службу камердинером до єпископа Лакедонії монсеньйора Клаудіо Альбіні, прелата і каноніка. Тут він одержав свої перші канонічні і теологічні знання про християнство, а прикрий характер монсеньйора — став досвідченням страждань Христових. 30 червня 1744 року єпископ помер. Ґерард покинув замок і повернувся до матері.
В 1744 році, після другої відмови на вступ в монахи Ордену капуцинів, разом з товаришем подався в гори Апеніни з метою створення власного ордену. До його уставу, який він склав, входила можливість харчування виключно корінцями і плодами дерев. З метою поглиблення випробовування з собою вони не взяли ніяких припасів і речей. Їхній план невдався: товариш витримав лише одну добу, Ґерард — чотири (через неможливість приймати Святе причастя).
1745 році відкриває власну кравецьку майстерню. Шукаючи клієнтів він мандрував по сусідніх селах. Свій заробіток він ділив на три частини: одну віддавав матері, другу роздавав бідним, третю — на меси за померлих. В 1746 році в Неаполітанському королівстві вийшов декрет про збільшення податків з маєтків, крамниць, майстерень і внаслідок чого він збанкрутував.
В квітні 1749 року, проявляючи незвичайну упертість і бажання повністю віддати себе Христу, був прийнятий редемптористами, які вели місії в його рідній місцевості. Після пробного періоду і новіціяту в Деліцето, 16 липня 1752 року приніс монаші обіти. Він з надзвичайною точністю дотримувався статуту ордену, часто мандрував, відвідуючи багато місцевостей, просячи матеріальну підтримку для своєї монашої спільноти. Його присутність серед бідних, безпорадних, неписемних людей, замучених епідеміями, поганим урожаєм, було для них знаком надії. Ґерард читав в їх душах і у всіх них будив надію на Бога, на Його любов і милосердя.
Прожив в Конгрегації, як брат-помічник, близько 5 років. Відрізнявся особливою ретельністю в спасінні душ, терпінні в різних хворобах, любові до хворих та жебраків. Проявив величезну смиренність, коли на нього звели наклеп, героїчний послух, дух самокатування тіла і невтомність в молитві. Написав багато листів, через які був для інших людей духовним наставником. В нагороду Бог обдарував його даром зцілення, духом пророцтва і даром проникнення в таємниці людських сердець.
Помер в Матердоміні 16 жовтня 1755 року..

## Чуда
Одним із важливих засобів навернення людей до Бога у св. Ґерарда був його дар творити численні дива, за що його навіть назвали «Чудотворцем XVIII сторіччя». Коли його просили про чудодійну поміч в оздоровленні безнадійно хворих чи у інших добрих справах, він з молитвою та із знаменням Хреста мовчки виконував ці прохання. Біограф святого о. Танноя писав:
|  | Навряд чи вистачило б мені томів, щоб описати всі геройські вчинки і дива, які він робив і робить щоденно. |

- Коли Ґерардові було п'ять років, батьки привели його до каплиці в сусідньому селі Капотіяно, де сильне враження на нього справила статуя Божої Матері з Малятком Ісусом. Через деякий час він знов прийшов до каплиці, подолавши пішки кілька кілометрів. Коли маленький хлопчик відмовив свої молитви, Дитятко-Ісус, оживши, зійшов з рук Своєї Матері й почав бавитися з ним. Це диво повторювалося з Ґерардом і під час наступних відвідин каплиці. А одного разу навіть у присутності його старшої сестри[3][4]
- Коли Ґерардові виповнилося сім років, він приступив у церкві до Святого Причастя, але священик пройшов повз нього, не давши Причастя, що його дуже засмутило. Та вже наступної ночі йому з'явився святий Михаїл і приніс Святе Причастя[3][4].
- 1753 року спалахнула в місті Лакедонія страшна епідемія, забираючи багато життів, ціле місто перебувало у скорботі. Єпископ послав по Ґерарда, якого прийняли, як ангела з неба. Люди настільки зраділи, що здавалось, ніби мор уже скінчився. Перебування Божого слуги в нещасному місті нагадувало діяння Христа-Спасителя в містах Юдеї. Першим, хто зазнав полегшення від прибулого, був отець-канонік Сапонієро, який в момент відвідин Ґерарда лежав на смертному ложі. «Прослави Бога, мій пане, ти оздоровлений», — промовив Ґерард, роблячи над ним знак святого хреста. Отець-канонік відразу цілковито видужав. Ґерард оздоровив його брата, який був вже при останньому віддиху. «Хай буде Бог благословенний». — вигукнув хворий при виді святого. «Зрадій, — відповів Ґерард, — ти вже не хворий». Гарячка й справді раптово відступила[7].
- Під час будови жіночого монастиря в Капоселі виникла нестача фондів. Ректор поінформував про це Ґерарда, який порадив звернутись з проханням до Бога. Отець Кайоне доручив зробити це Ґерардові, оскільки він сам це запропонував. Ґерард без вагання пішов до церкви, поклав на престіл листок зі своїм проханням і з сміливістю глибокого переконання застукав до кивота, кажучи: «Вислухай, Господи, наше прохання і просимо його узгляднити». Тоді була п'ятниця і треба було грошей, щоб в суботу виплатити робітникам. Всю ніч Ґерард провів перед Святою Євхаристією, просячи Ісуса прийти на поміч. На світанку він ще раз застукав до кивота і повторив своє прохання. І в цю ж мить задзвенів дзвін монастирської брами. Ґерард поспішив її відчинити і знайшов дві торби, наповнені сріблом[7].
- Єпископ Лакедонії послав запеклого грішника до Ілічето на реколекції. Ґерард зустрів його напередодні Св. Причастя і спитав:

|  | — Куди ти йдеш? — До Причастя, — відповів той. — До Причастя? — крикнув брат до нього. — Ти смієш казати, що ти йдеш до Причастя? А що з тим гріхом і другим, з якого ти ніколи не сповідався? Зараз йди і зроби добру Сповідь, якщо не хочеш, щоб земля тебе проковтнула. Ці натхненні слова змусили грішника застановитися. Він відбув добру Сповідь і повернувся додому перемінений. Але його навернення не тривало довго. Він знов почав грішити, і гріхи його були навіть важчими, ніж раніше. Ґерард знов запитав про його душу: — Все впорядку, — відповів грішник брехливо, — я не впав у свої давні гріхи. Брат, вмить відчитавши, що криється в цій пропащій душі, вхопив хрест і з обуренням вигукнув: — Як ти смієш ображати свого Бога! Що? Ти не скоїв тих самих гріхів? Поглянь на це розп'яття: хто спричинив ці рани Ісусові Христові? Твоя вина, шо наш Спаситель облитий кров'ю. І у ту ж хвилину з рук і ніг Христових почала спливати кров. — Яку кривду зробив тобі Бог? — додав Ґерард. — Задля тебе Він народився у вертепі, задля тебе Він лежав на соломі... Коли він вимовив ці слова, Ісус-Дитятко явився в руках Божого Слуга Ґерарда, який закликав: — Ти смієш з такою погордою ставитись до свого Бога?! Стережися! Ти не втечеш від Божої кари. Він терпеливий, але в кінці Він покарає!» Відтак явився страшний диявол, який намагався затягнути пропащого грішника до пекла. — Ґеть звідси, лиха потворо! — вигукнув Ґерард, і диявол відразу щез. Не треба описувати, як щиро цей грішник почав розкаюватися у скоєнні своїх гріхів, він добре відбув Св. Сповідь, навернувся і став зразком чесноти для інших. |

- Випадок стався у місті Бучіно. Коли св. Ґерард виходив з одного дому, за ним вибігла молода дівчина, шоб віддати йому забуту ним хустку. Але святий відповів їй: «Залиш хустку собі, вона ще стане тобі у пригоді». І справді, коли молодій жінці після одруження під час пологів загрожувала смерть, вона згадала про рятівну хустку, єдиний дотик до якої врятував життя їй та її дитині[4].

Шанувальники брата Ґерарда зверталися до нього за допомогою навіть після його відходу до Бога. Відомі факти численних дивовижних оздоровлень, пов'язані з іменем, образом чи мощами Ґерарда Маєли:
- Єпископ Вуфінґ із Суринаму розповідає, що у квітні 1845 року жінка одного лікаря небезпечно занедужала за 10 днів до народження дитини. Її чоловік запросив трьох інших лікарів і вони всі признали, що пацієнтці вже ніщо не допоможе. Хвора незабаром мала померти. Її ноги захололи, лице й руки почорніли. «Через п'ять хвилин усе закінчиться», — заявили лікарі. У цей час увійшла побожна жінка з образом і мощами св. Ґерарда, якими непомітно торкнулася вмираючої. Та відразу відкрила очі й сказала, що вона зцілена. Четверо лікарів, які були протестантами, обстеживши щойно вмираючу жінку, признали, що сталося дивовижне зцілення[7].
- 1858 року в Конвенті Віттем (Голландія) один редемпторист-студит терпів від постійної нервової недуги, яка не давала йому спокою ні вдень, ні вночі. Через шість тижнів він уже не міг приймати їжу і був дуже ослаблений. Його брати відслужили за нього дев'ятницю до св. Ґерарда. Під кінець дев'ятниці, коли було прийнято Св. Причастя, молодий монах відчув, шо він оздоровлений[7].
- Сестра Франка Маргарет, черниця Візиток у Монт-Сейнт-Арманд, що поблизу Ґента, терпіла упродовж шести місяців страшні ревматичні болі. Двоє лікарів марно старались її вилікувати. Почувши про чуда, вдіяні св. Ґерардом, вона відбула дев"ятнпцю на честь Святого, щоб відновити здоров'я. Під кінець дев'ятниці біль був такий сильний, що сестра стогнала і плакала впродовж двох з половиною годин. Останнього дня дев'ятниці біль зник назавжди[7].

## Вшанування

### Канонізація
29 січня 1893 року він був беатифікований Папою Левом XIII, а 11 грудня 1904 року Папа Пій Х його канонізував.
Літургійний спомин святого Ґерарда в католицькій церкві 16 жовтня.
Дуже багато християн у цілому світі шанують його як покровителя матерів, особливо породіль, дітей, сім'ї, доброї сповіді.

### Церкви святого Ґерарда

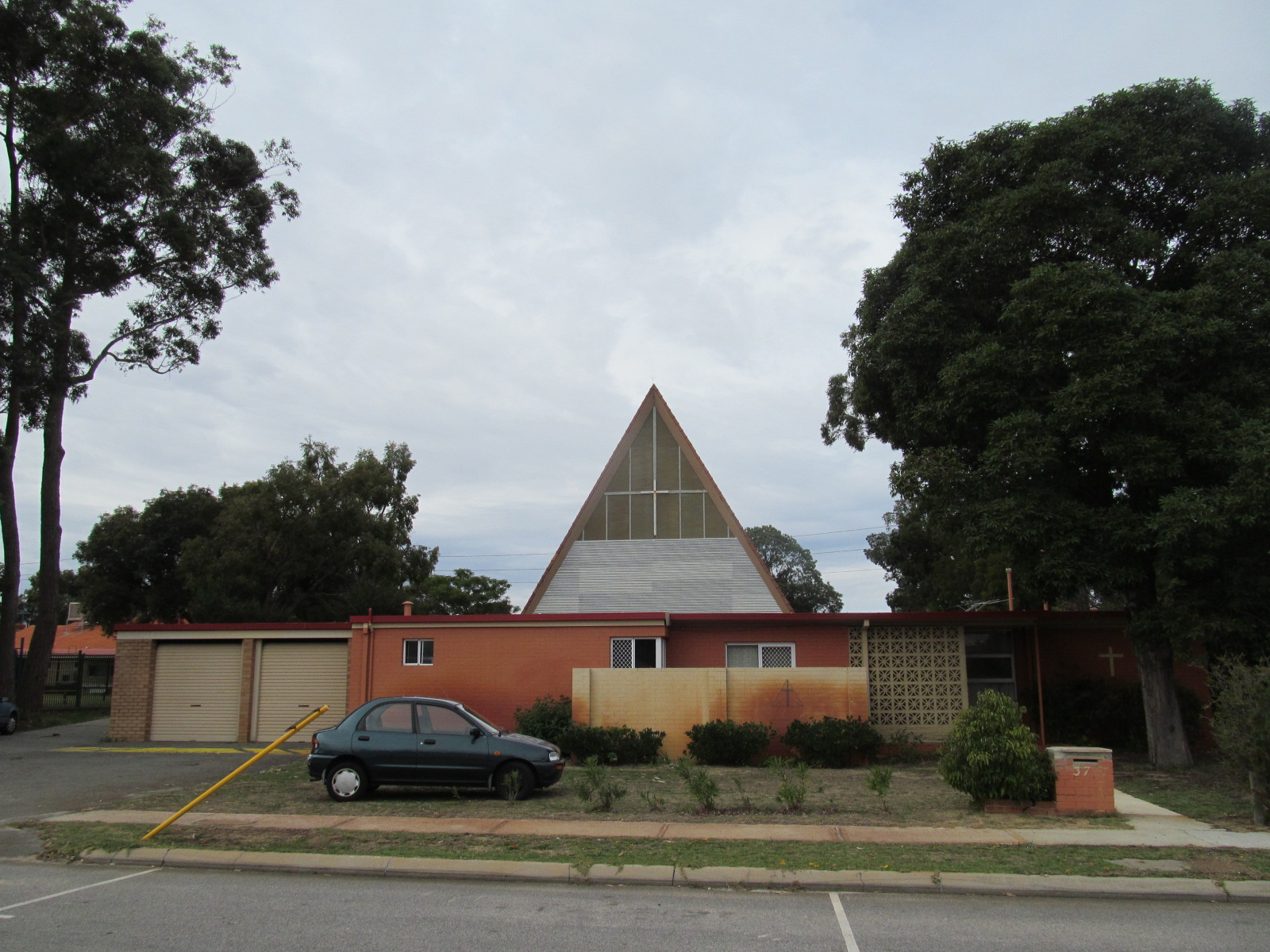
Католицька церква святого Герарда, Вестмінстер, Західна Австралія (Westminster, Western Australia (англ.))
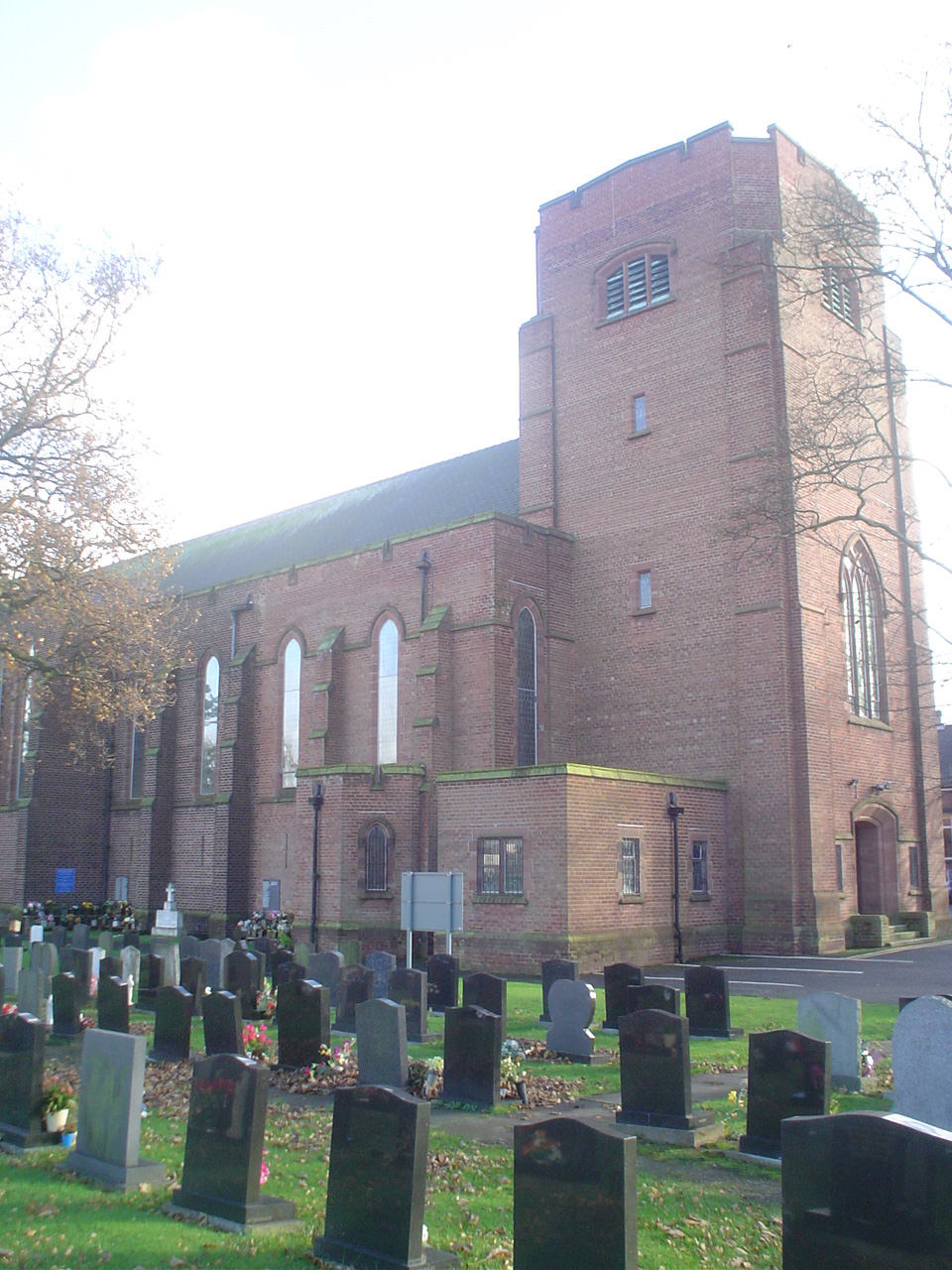
Римо-католицька церква Богородиці і св. Герарда, Лурдес авеню, Лосток Хіл, Ланкашир  (Lourdes Avenue, Lostock Hall, Lancashire (англ.)) вид з північного заходу

#### Скульптура

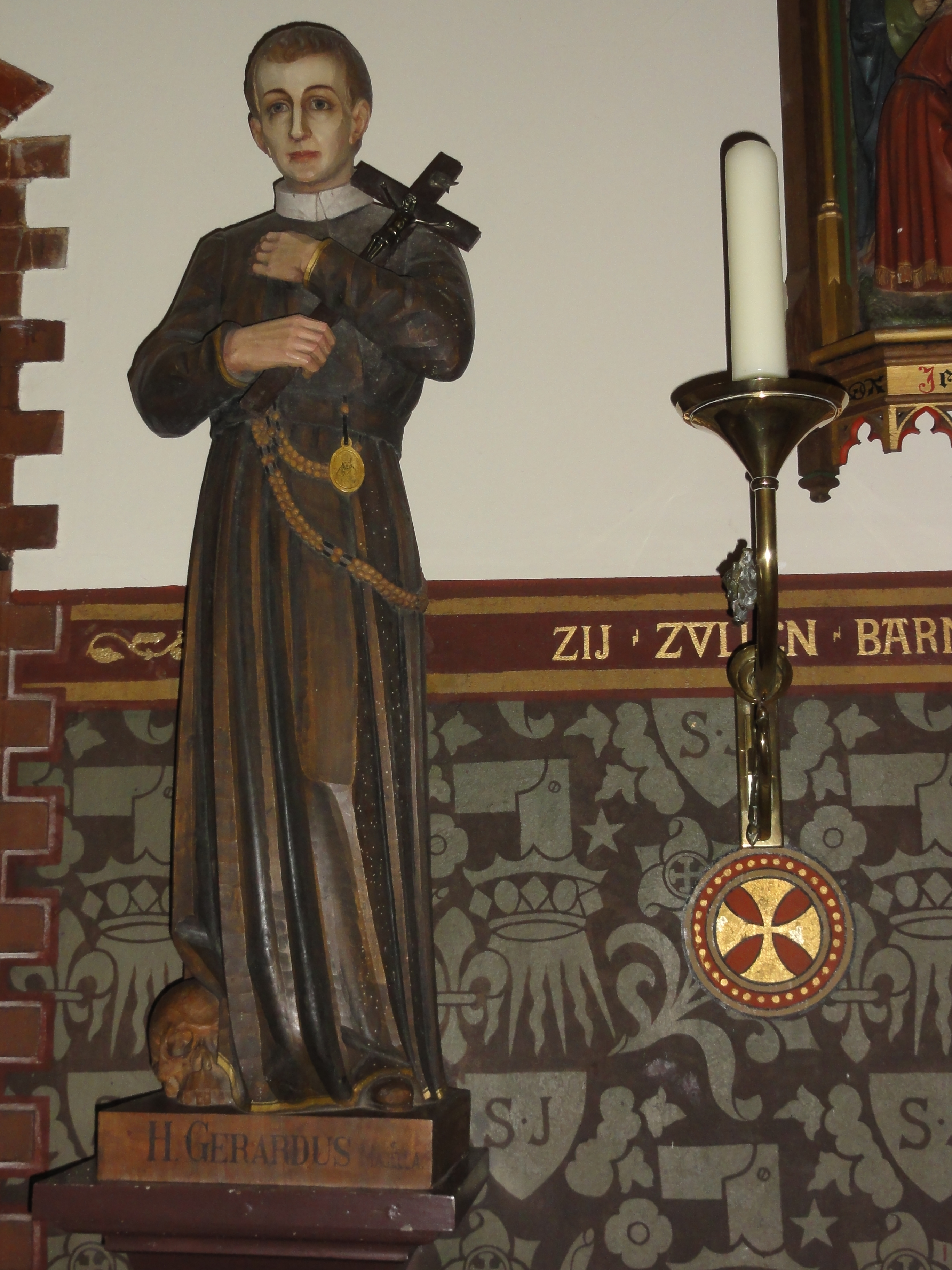
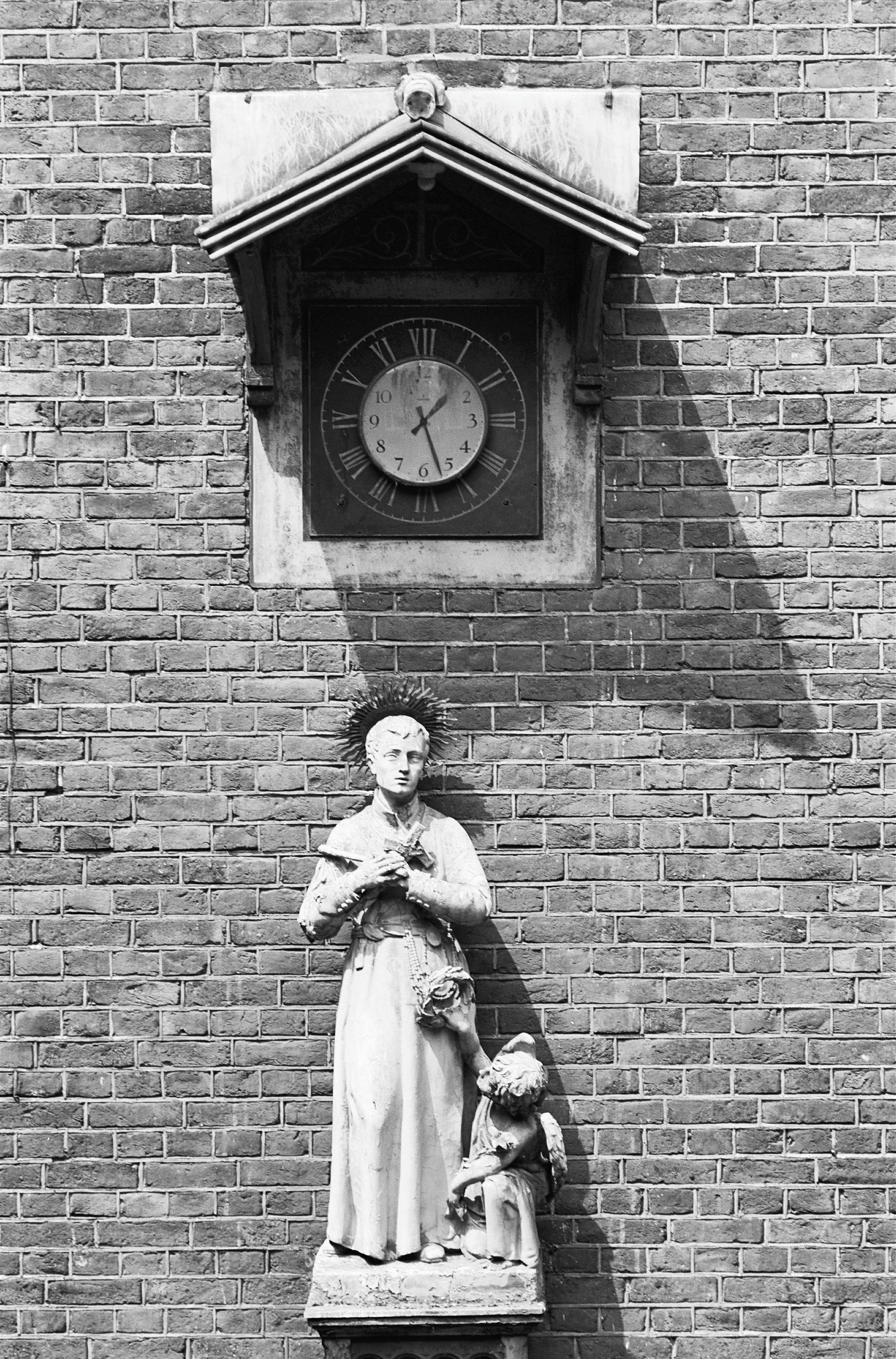
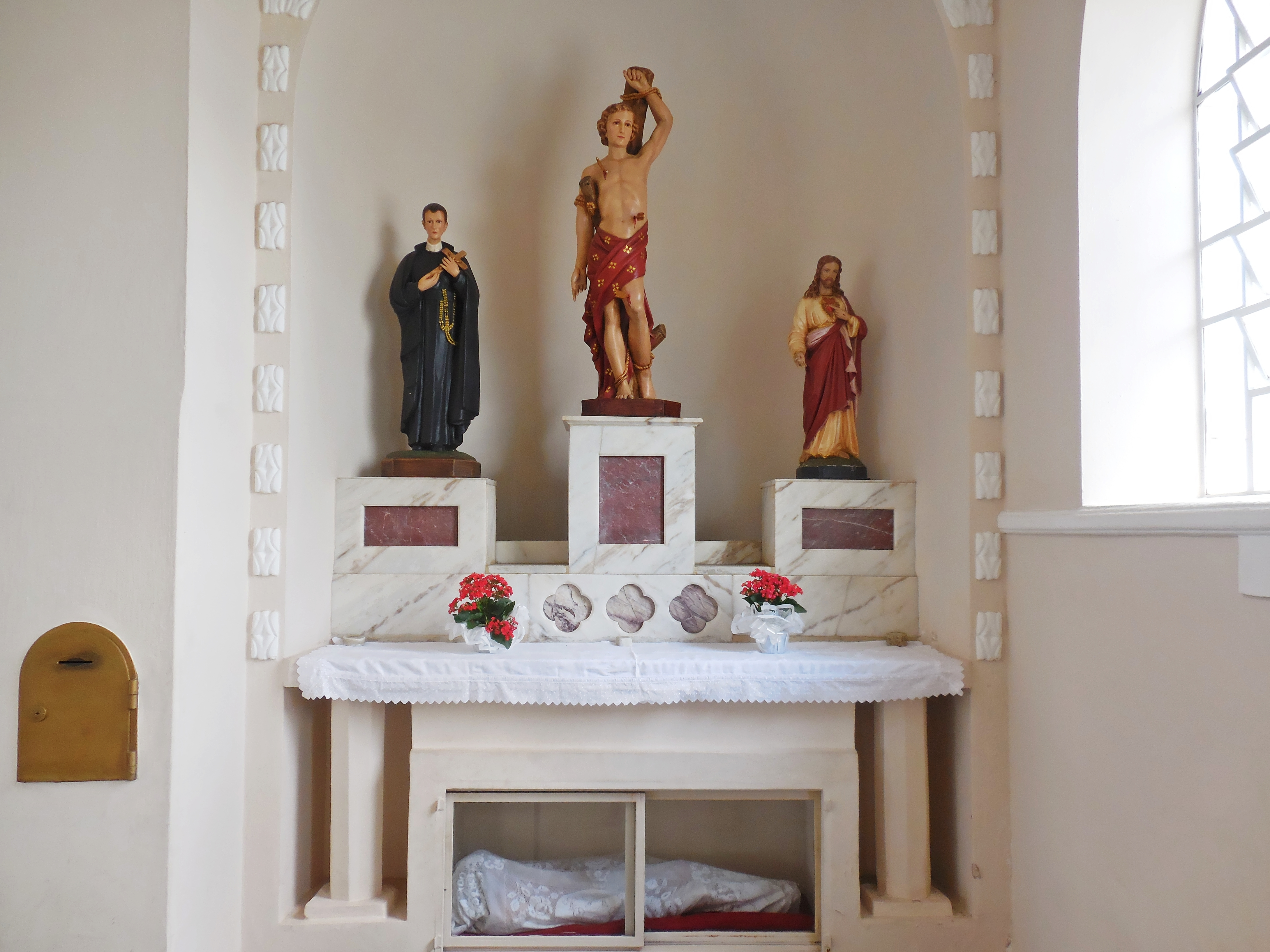
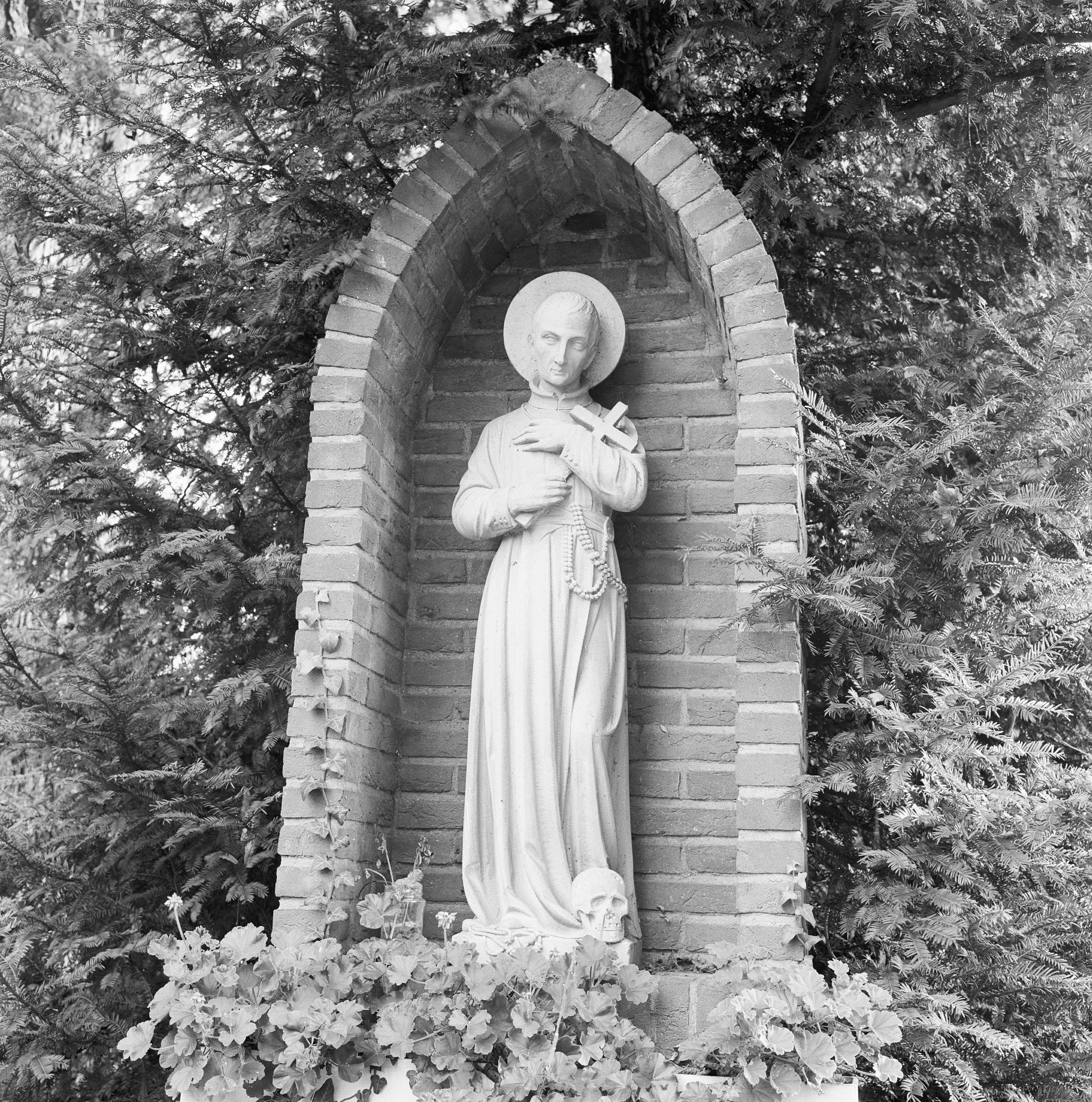
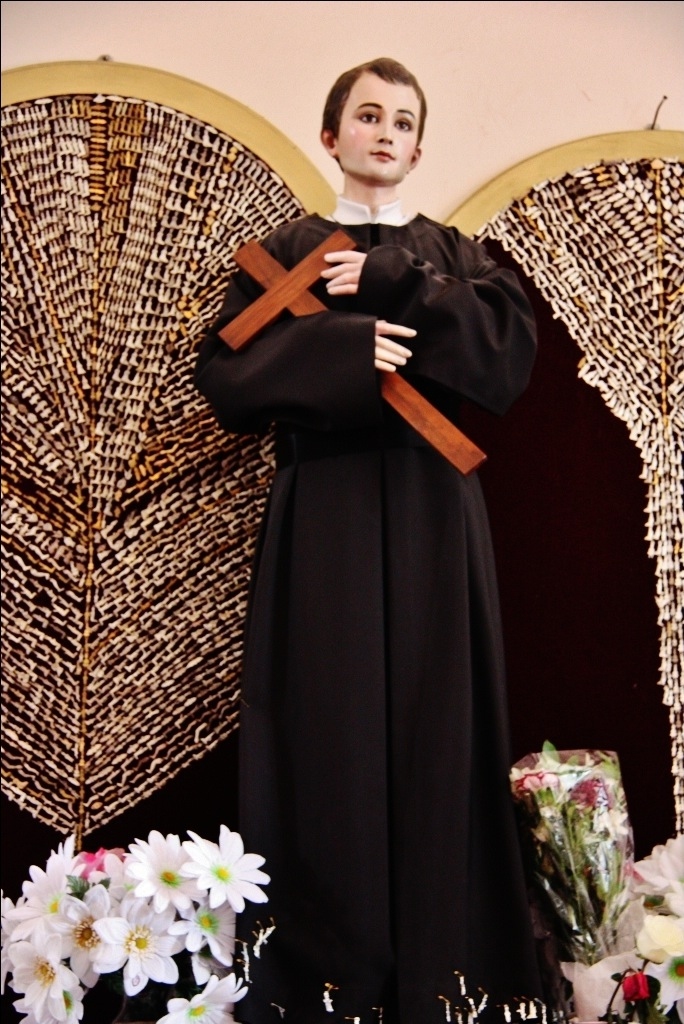
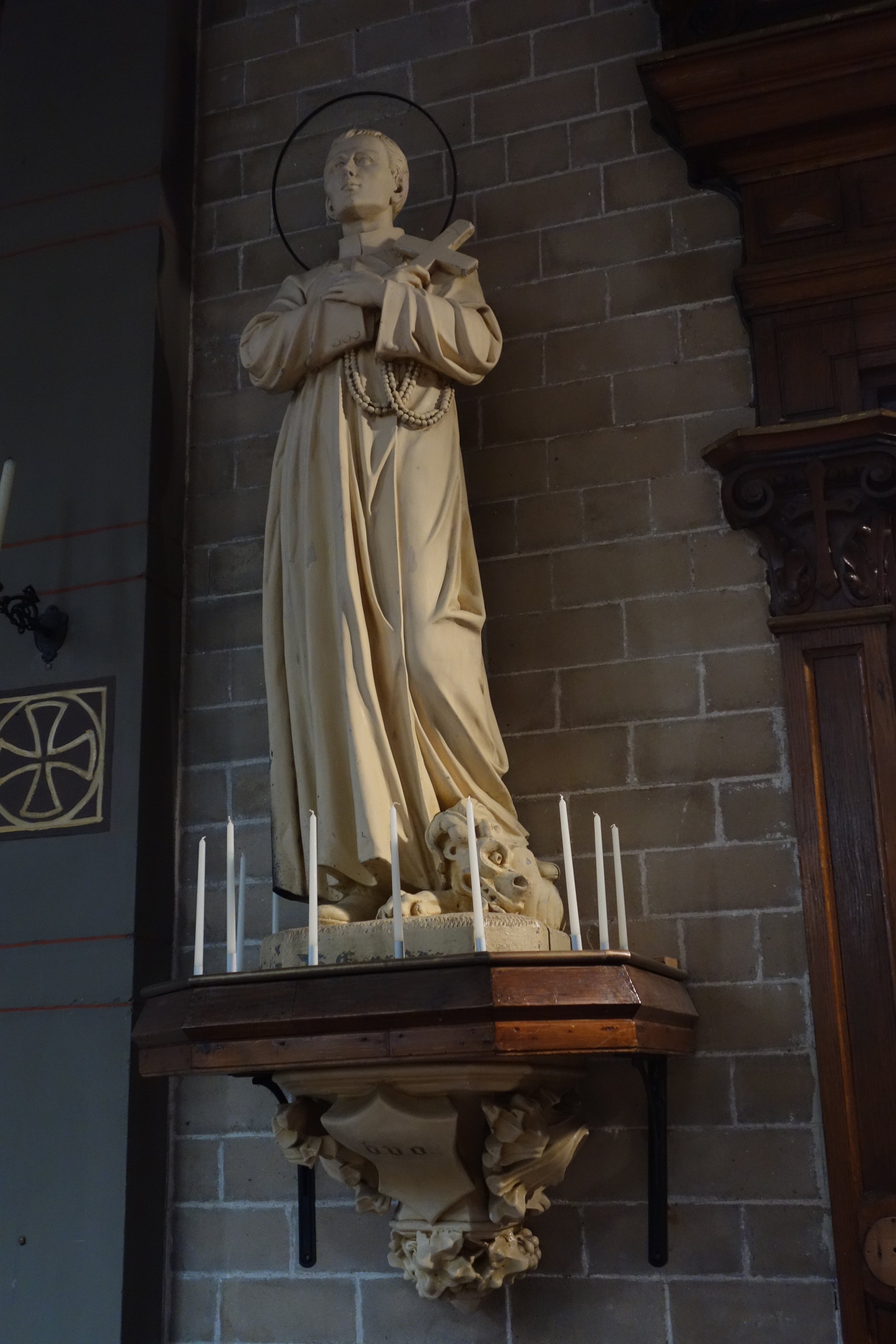
H. Catharina kerk Montfort (Roerdalen) beeld H.Gerardus.JPG
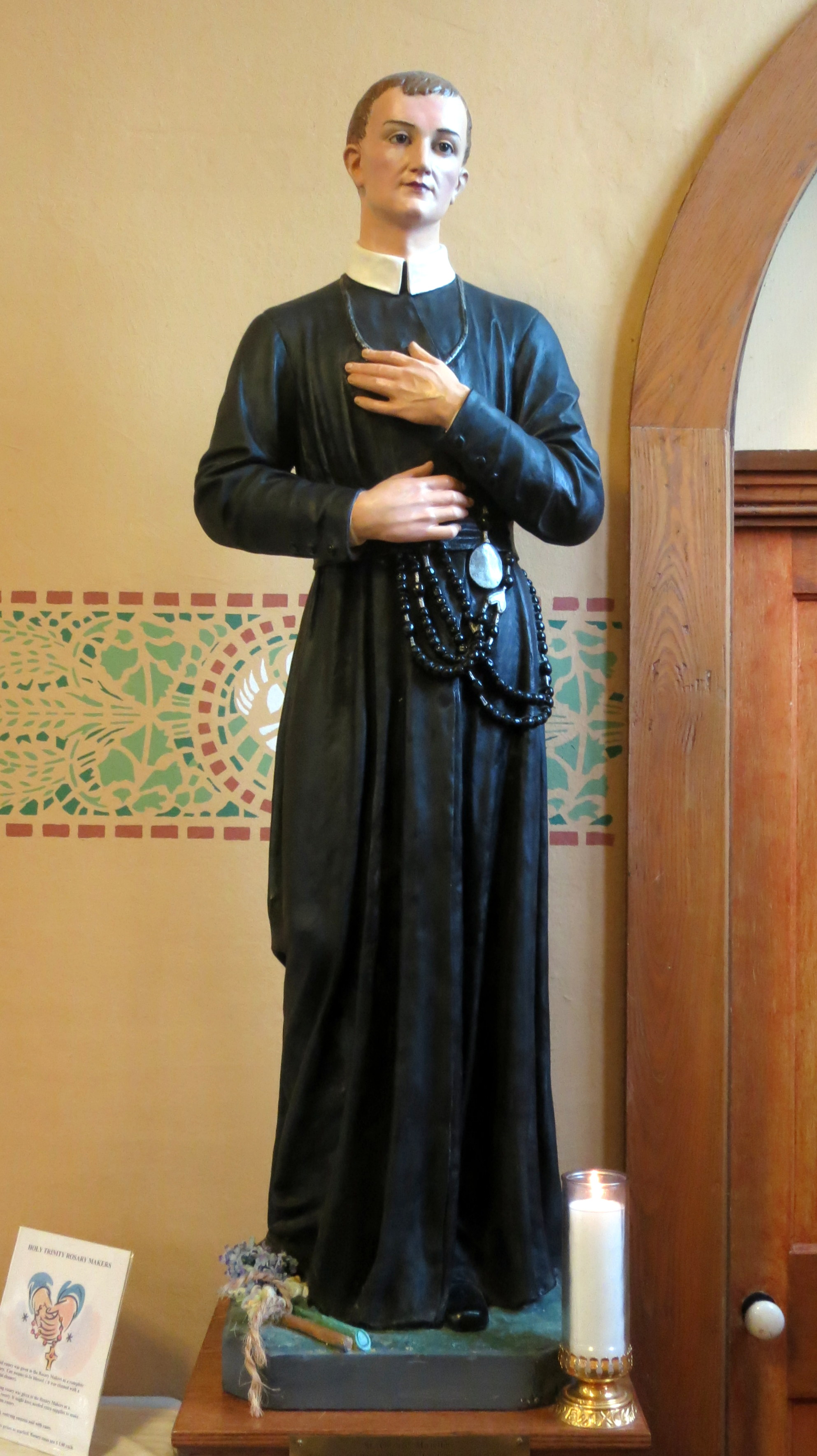
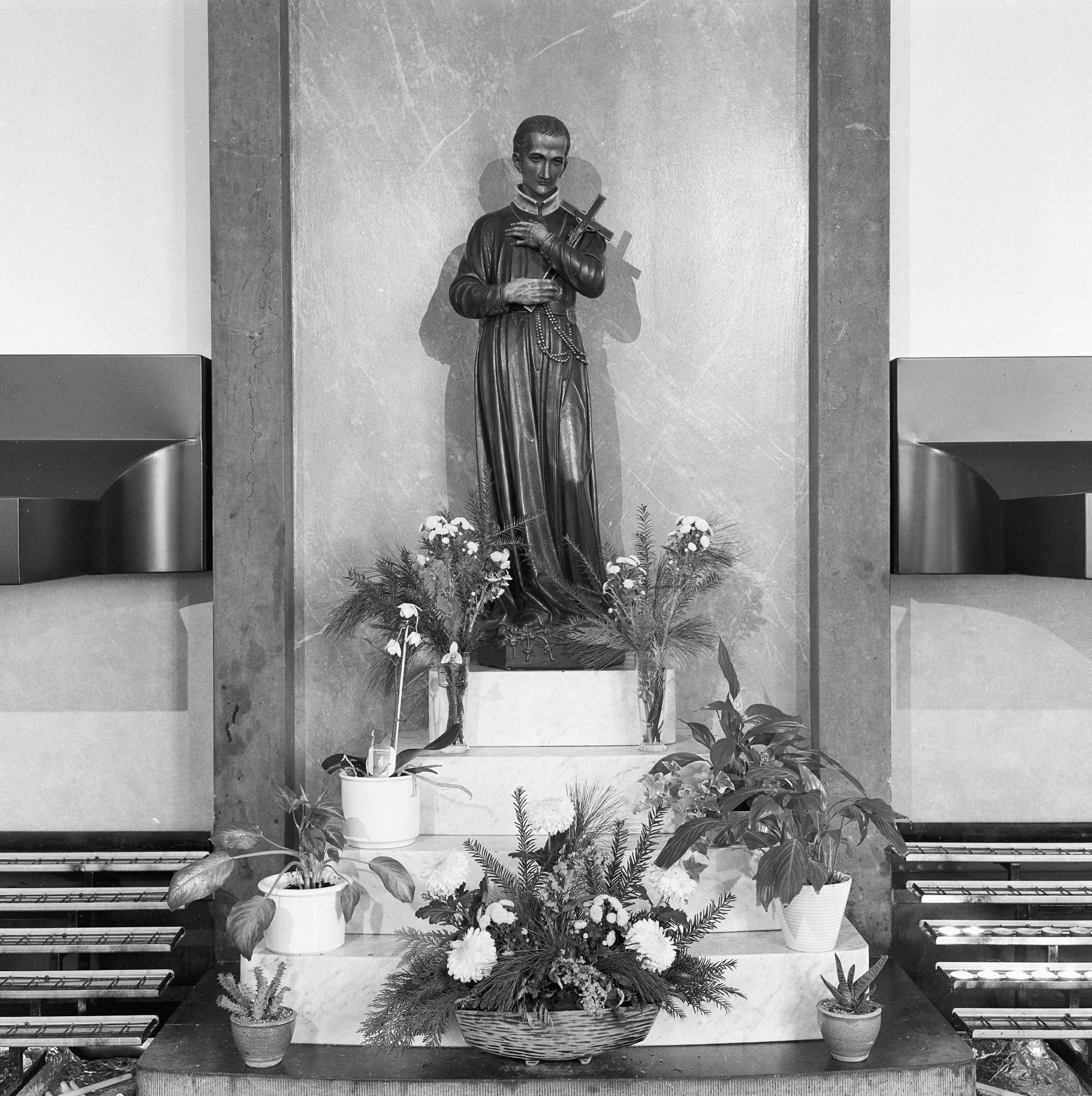
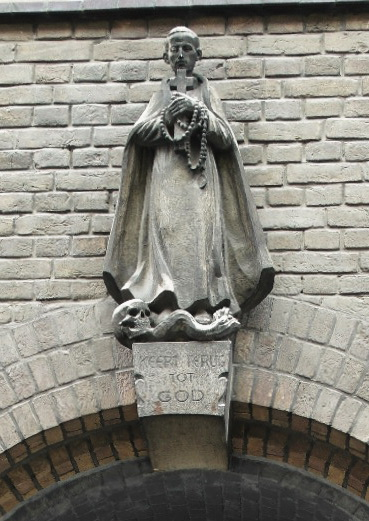
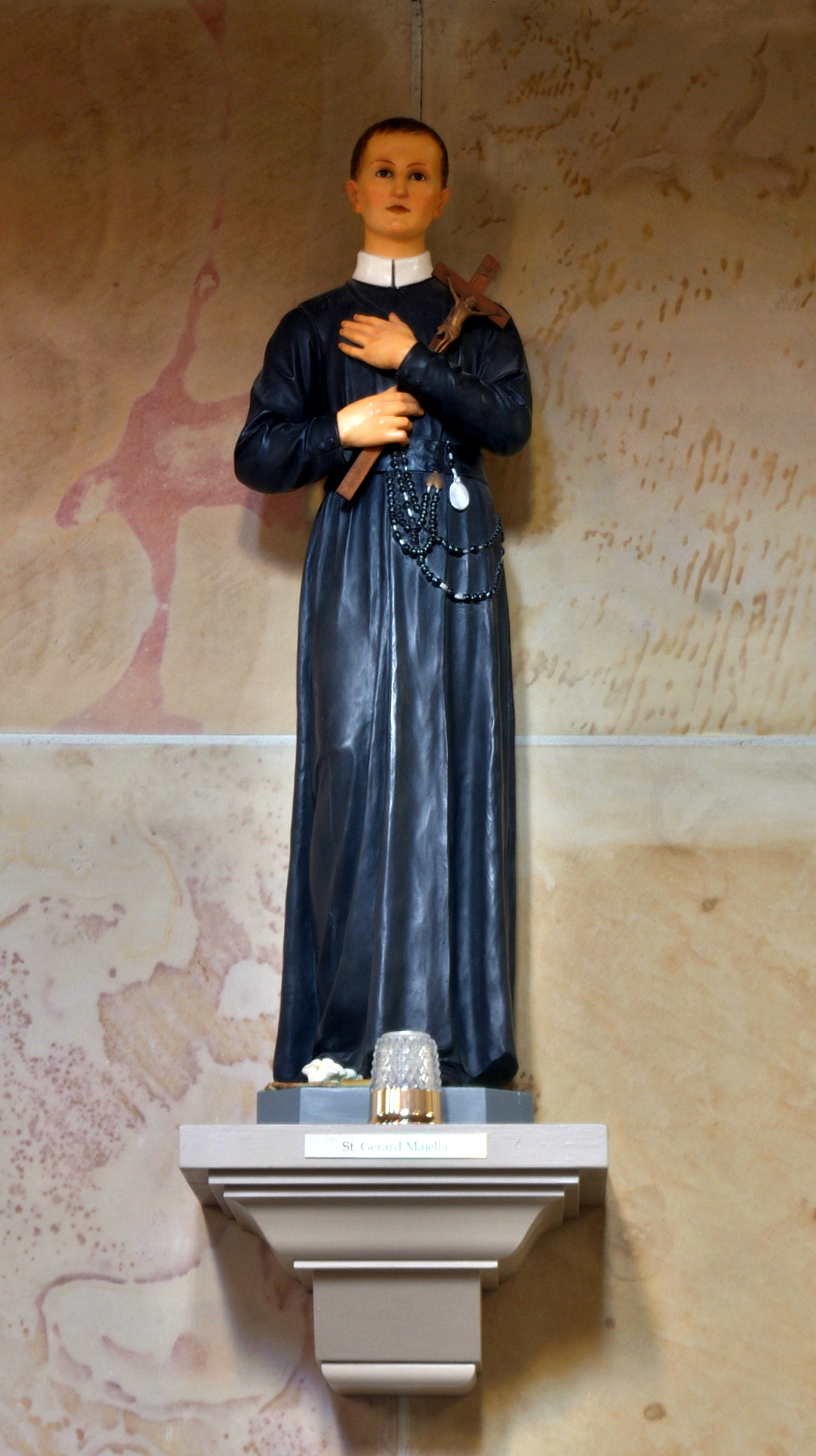
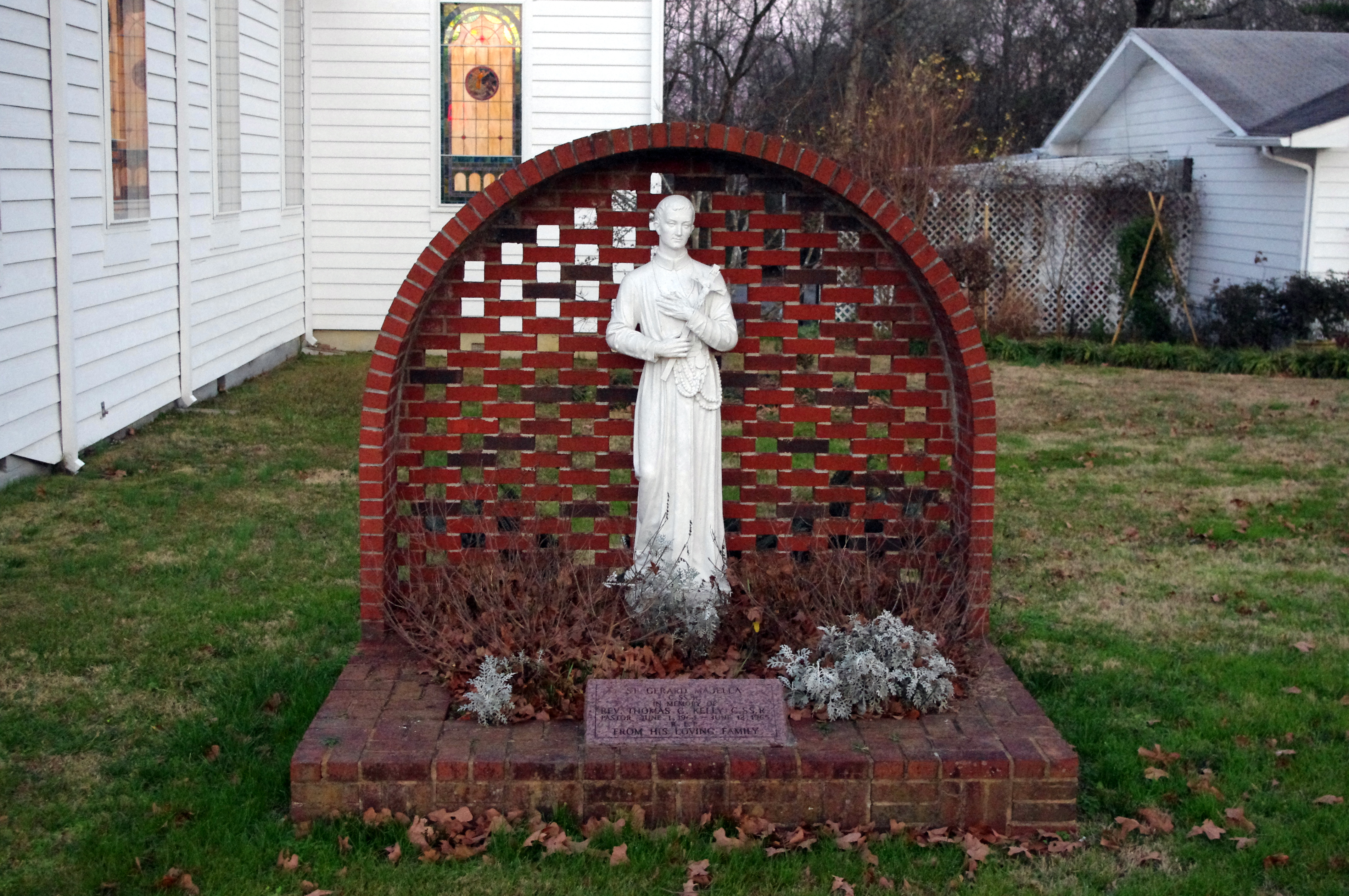
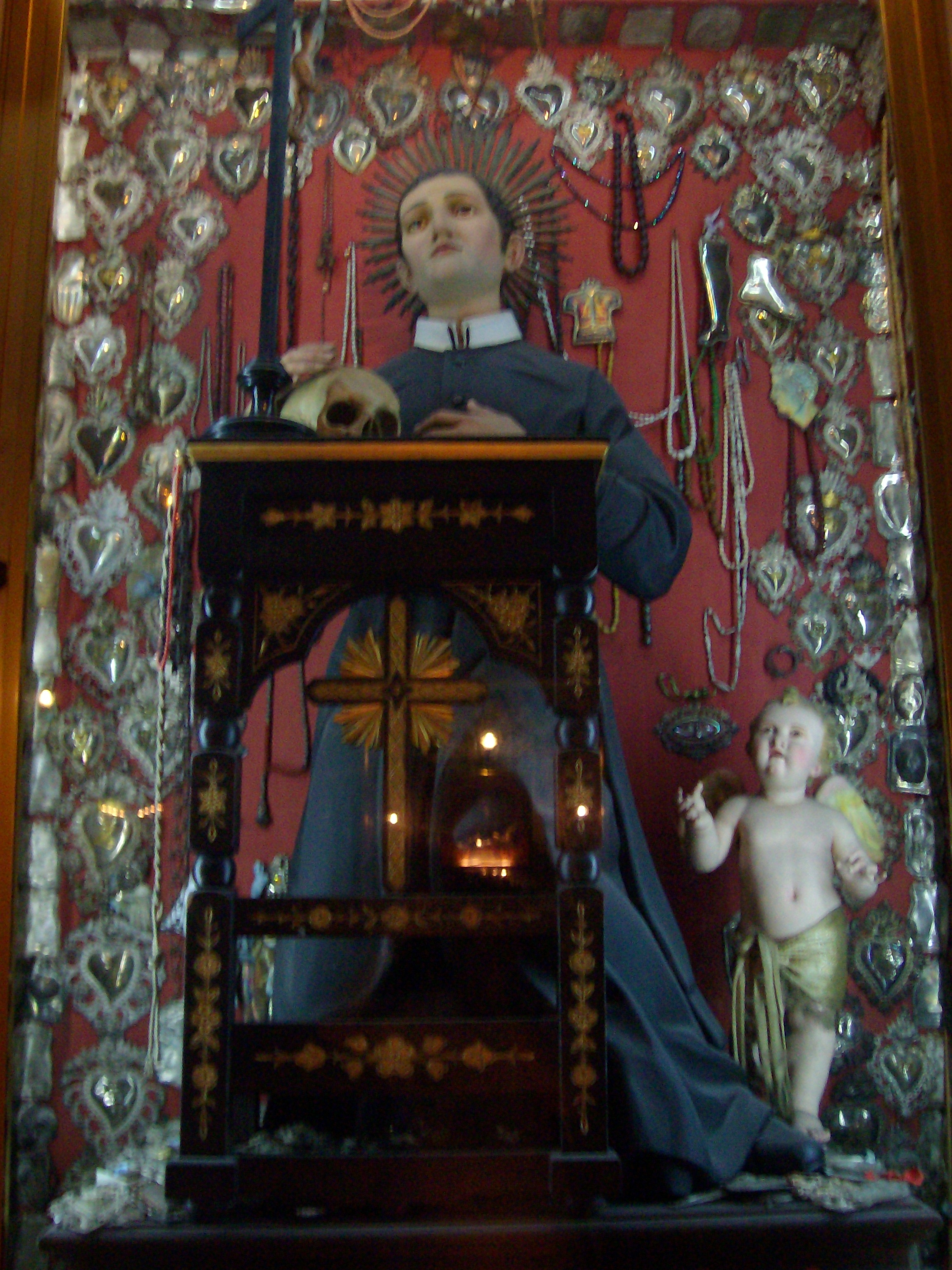
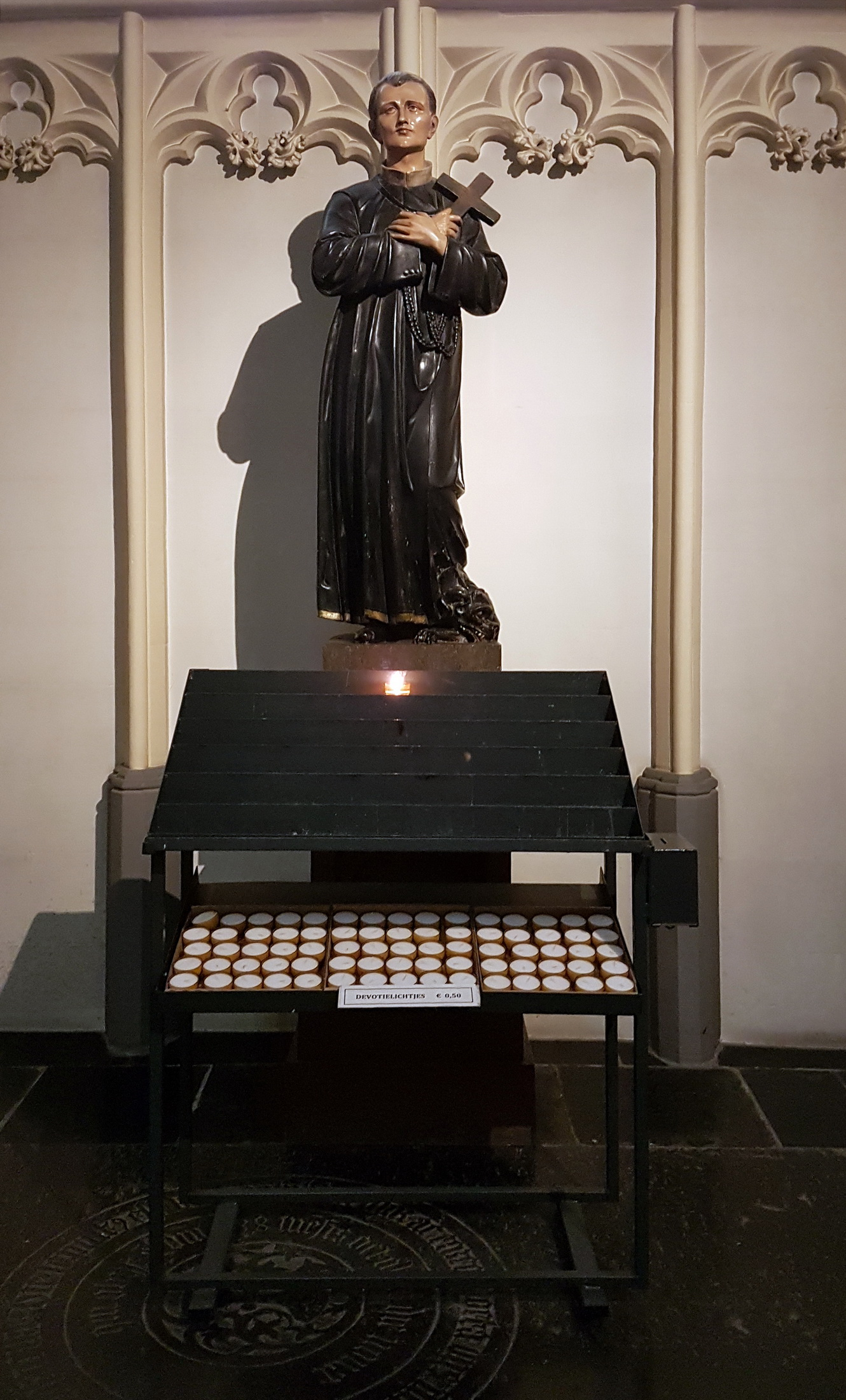
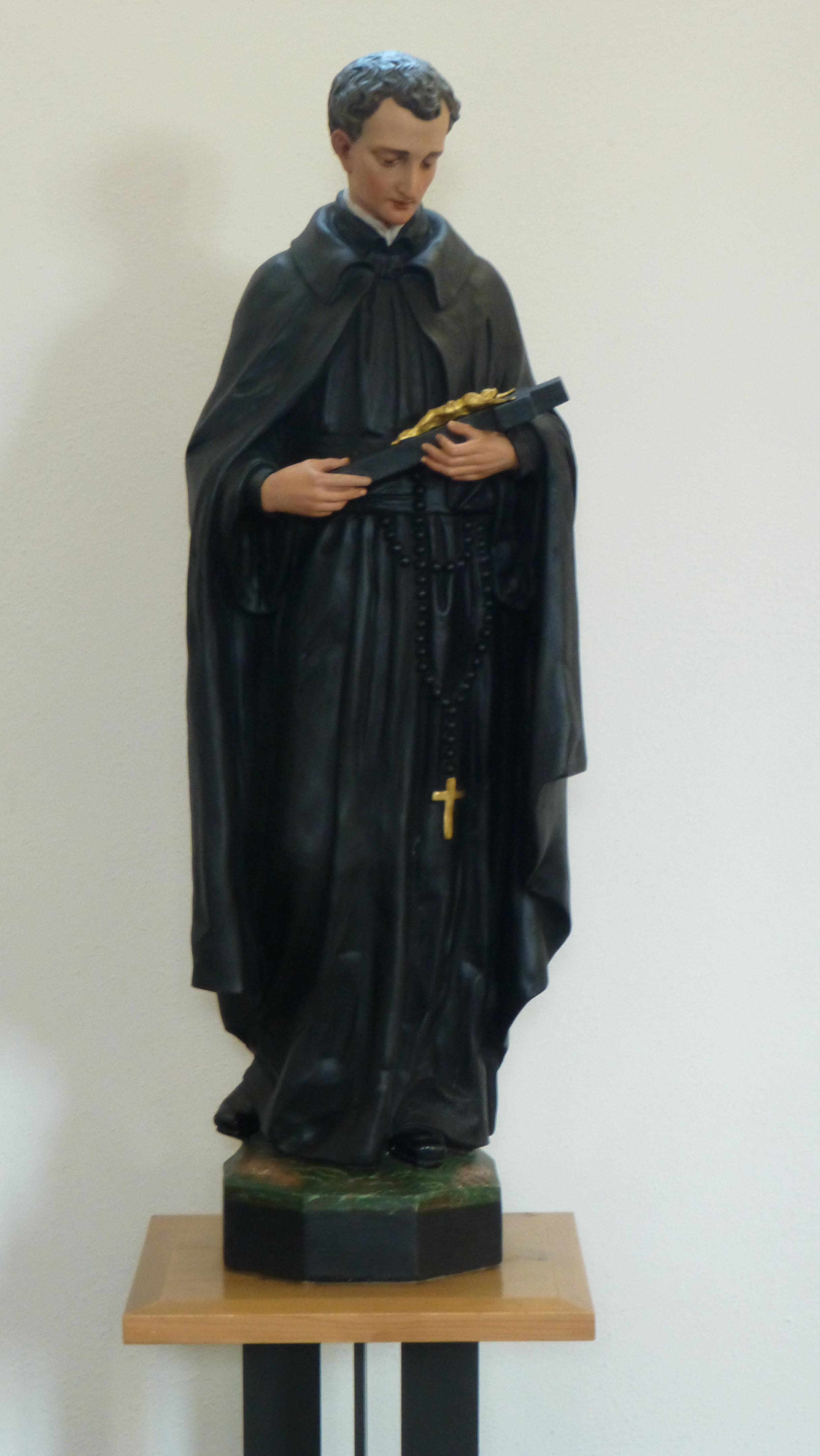